# وانغ يان
وانغ يان (بالصينية: 王妍) هي متسابقة مشي صينية ولدت في يوم 3 مايو 1971 في مدينة لياونينغ في الصين، أبرز إنجازاتها هو فوزها بالميدالية البرونزية في دورة الألعاب الأولمبية الصيفية 1996 في أتالانتا في الولايات المتحدة، كما فازت أيضاً بكأس العالم لسباق المشي في سنة 1993، وكانت صاحبة أفضل رقم آسيوي في المشي في سباق ال20 كلم من سنة 2001 إلى سنة 2012 بزمن 1:26:22 ساعة قبل أن يتحطم بواسطة مواطنتها الصينية ليو هونغ في سنة 2012.

## روابط خارجية
- وانغ يان على موقع الاتحاد الدولي لألعاب القوى (الإنجليزية)
- وانغ يان على موقع أوليمبيديا (الإنجليزية)